# Списък на героите от Дневниците на вампира
„Дневниците на вампира“ е американски фентъзи-драма сериал, излъчван по The CW. Адаптиран е от едноименната поредица на Л. Дж. Смит от Кевин Уилямсън и Джули Плек. Кастът на първия сезон на сериала се състои от десет героя. След това двама от тях са отписани, докато нови двама героя са добавени към главния каст.
Сред основните акценти на сериала е любовният триъгълник формиран от Елена Гилбърт (Нина Добрев) и двамата братя-вампири Стефан Салваторе (Пол Уесли) и Деймън Салваторе (Иън Сомърхолдър) и свръхестествената история на града и роднините на Елена.

## Главни герои
По-долу е списъкът на героите от Дневниците на вампира. Някои от тях все още играят в сериала, а някои са го напуснали.

### Елена Гилбърт
Елена Гилбърт, играна от Нина Добрев от пилотния епизод, е една от главните герои на сериала. Елена живее с по-малкия си брат, Джеръми Гилбърт и леля си, Джена Съмърс, която става техен законен настойник след смъртта на родителите на Елена в катастрофа. Нейната най-добра приятелка е Бони Бенет, за която по-късно се разбира, че е вещица и приятелка с Керълайн Форбс, която се преструва на нейна приятелка, но въпреки това по-късно, когато Керълайн се превръща във вампир те стават много добри приятелки. Преди началото на сериала, Елена е имала връзка с Мат Донован, който, в началото, още изпитва чувства към нея. По-късно тя започва връзка със Стефан Салваторе, за който по-късно разбира, че е вампир. Братът на Стефан Деймън също се влюбва в Елена. В края на първи сезон Елена открива, че родителите ѝ всъщност не са ѝ биологични родители. Тя е дъщеря на Джон Гилбърт, за който тя мисли, че е неин чичо и Изабел Флеминг, която е била превърната във вампир.
Във втори сезон тя научава, че е двойничка на Петрова, също както Катрин Пиърс, което означава, че трябва да бъде пожертвана, за да освободи вълчата страна на Клаус. Жертвата става по-късно, но Елена е спасена, защото Джон жертва себе си, за да спаси нея, като моли Бони да направи магия. Леля ѝ Джена обаче е превърната във вампир и, като част от жертването, е убита от Клаус, оставяйки Елена без настойник. Във финалния епизод, докато Деймън умира поради ухапване от върколак, Елена му прощава задето той я е накарал да пие от кръвта му и го целува с мисълта, че това е последния ден от живота му, но по-късно той е излекуван като пие от кръвта на Клаус.

### Стефан Салваторе
Стефан Салваторе, игран от Пол Уесли от пилотния епизод, е един от главните герои в сериала. Стефан е роден в Мистик Фолс през 1847 година. Двамата с брат си Деймън се влюбват в едно и също момиче – Катрин Пиърс (Катерина Петрова), която е вампир. През 1864 Стефан е превърнат във вампир, след като е бил прострелян от баща си с кръвта на Катрин в системата си, след като без да иска убива баща си. Деймън, който също е превърнат във вампир обещава на Стефан вечна мизерия, защото е ядосан, че Катрин е превърнала във вампир и Стефан. Стефан е неспособен да устои на човешка кръв и става пристрастен, убивал е много хора, докато не е научен да се контролира от вампир на име Алексия Брансън, която по-късно става негова добра приятелка. След десетилетия отсъствие Стефан се завръща в Мистик Фолс, след като спасява Елена Гилбърт от катастрофа и забелязва, че тя прилича на Катрин. Стефан и Елена започват връзка и той ѝ разкрива тайната си, – че е вампир. Деймън също се завръща в Мистик Фолс и се влюбва в Елена. По-нататък Деймън и Стефан се сплотяват като братя отново и става ясно, че те всъщност се обичат и държат на себе си. Заради пристрастеността си към човешката кръв Стефан пие само животинска, което го прави по-слаб от другите вампири. Във втори сезон той започва да приема малки количества от кръвта на Елена всеки ден, за да облекчи ефекта върху себе си и увеличи силата си. Когато Катрин се завръща се разбира, че тя винаги е била влюбена в Стефан, а не в Деймън, Стефан обаче е влюбен в Елена и не се интересува от Катрин. Стефан започва да изгражда приятелство с Керълайн Форбс, след като е превърната във вампир. Във финалния епизод на втори сезон Стефан предлага себе си на Клаус, за да може да вземе от кръвта му, която ще излекува Деймън от неговото ухапване от върколак. Клаус кара Стефан да пие човешка кръв, пристрастявайки се към нея отново, и свършва като убива момиче.

### Деймън Салваторе
Деймън Салваторе, игран от Иън Сомърхолдър от пилотния епизод, се явява главен анти-герой в сериала. Деймън е роден в Мистик Фолс през 1844. Когато Катрин Пиърс идва в града, той и брат му Стефан Салваторе се влюбват в нея. През 1864 година той е превърнат във вампир, след като е прострелян от баща си с кръвта на Катрин в системата си. Промяната му завършва, след като Стефан го кара да убие жена. Деймън, ядосен, че Катрин е превърнала и Стефан във вампир, се заклева да направи живота на Стефан мизерен. Повече от сто години по-късно Деймън се завръща в Мистик Фолс, за да освободи Катрин, за която се вярва, че е затворена в гробница там. Той се запознава с Елена Гилбърт и решава да разруши връзката ѝ със Стефан. Когато разбира, че Катрин не е в гробницата и е била жива през цялото време, той намира утеха у Елена. Тогава започва да се влюбва в нея. Връзката с брат му Стефан също се подобрява и се разбира, че Деймън всъщност го е грижа за брат си. В началото на сериала Деймън убива хора импулсивно, но с течение на времето той започва да се държи по-човешки и спира да убива хора. Той дори започва приятелства с други хора, като Аларик Салцман и шериф Форбс. Когато Катрин се завръща във втори сезон и му казва, че винаги е обичала Стефан, а не него, любовта му към нея изчезва и започва да я мрази. Той се сближава с друг вампир на име Роуз. Когато Роуз е ухапана от върколак, Деймън няма друг избор, освен да я прободе с дървен кол. Той започва връзка с репортер на име Анди Стар. Той ѝ въздейства, така че тя да се съгласява той да пие от кръвта ѝ и я използва, за да разсее. Но по-късно ѝ казва да си замине, защото се страхува, че не може да се контролира. Въпреки тези връзки, Деймън все още обича Елена силно. Когато Деймън е напът да умре, поради ухапване от върколак, Елена му казва, че му прощава и го целува, той обаче е излекуван, след като пие кръвта от Клаус донесена му от самата Катрин.

### Джеръми Гилбърт
Джеръми Гилбърт, игран от Стивън Р. МакКуин от пилотния епизод, е по-малкият брат на Елена Гилбърт, по-късно неин братовчед. В началото на сериала той е емоционално наранен и потиснат, поради смъртта на родителите си и взима дрога. Влюбен е в Вики Донован, която също взима дрога, но тя излиза с Тайлър Локууд, което причинява съперничество у двете момчета. Вики къса с Тайлър и започва връзка с Джеръми. По-късно обаче, Джеръми разбира, че Вики е убита от Стефан Салваторе, след като е превърната във вампир от Деймън Салваторе. Елена, уплашена, че Джеръми няма да може да се справи с това, моли Деймън да въздейства на Джеръми и да го накара да забрави и да отнеме болката му. Това кара Джеръми да стане по-стабилен и да спре да взима наркотици. Тогава той започва връзка с вампир на име Ана, но тя по-късно е убита от чичото на Джеръми − Джон Гилбърт. Джеръми се опитва да стане вампир, като взима свръхдоза с кръвта на Ана в системата си, но се проваля. По-късно му е даден пръстена на Джон, който го предпазва от смърт, причинена от каквито и да е свръхестествени сили. Във втори сезон Джеръми се влюбва в Бони Бенет и започват връзка. Джеръми по-късно губи леля си и чичо си в деня на жертването, оставяйки него и Елена без настойник. Във финалния епизод на втори сезон Джеръми е прострелян случайно до смърт от шериф Форбс, но върнат към живот от Бони. Заклинанието, което Бони използва обаче има последици и в края на епизода Джеръми вижда Вики и Ана.

### Джена Съмърс
Джена Съмърс играна от Сара Канинг в първи и втори сезон, е лелята на Елена и Джеръми. Тя е сестра на майка им Миранда Съмърс Гилбърт. След като сестра ѝ и нейния мъж са загинали в катастрофа, тя взима да гледа Елена и Джеръми, като става техен законен настойник. В началото Джена има трудности да се справя с новата си роля на пълномощна фигура, защото е била купонджийка през студентските си години, но по-късно става по-добра. Започва да излиза с репортера Логан Фел, който ѝ бил изневерил в миналото. Но Логан е превърнат във вампир от Ана и по-късно е убит от учителят по история Аларик Салцман, а на Джена казват, че той е заминал, от което я е заболяло, но не и изненадало. По-късно започва връзка с Аларик. Във втори сезон Джон Гилбърт започва да създава неприятности между Джена и Аларик, от което тя започва да подозира, че Аларик не е напълно откровен с нея. Когато Изабел Флеминг, предполагаемата мъртва жена на Аларик, се появява на вратата на Джена, Джена се ядосва на Елена и Аларик, които ѝ разказват всичко за вампирите. По-късно Джена е превърната във вампир от Клаус, за да я използва в жертването, което ще освободи вълчата страна у Клаус. Тя се опитва да убие Грета Мартин, вещицата на Клаус, но той я пробожда с кол до смърт. Тя е погребана до Миранда, Грейсън и Джон Гилбърт.

### Бони Бенет
Бони Бенет, играна от Катерина Греъм от пилотния епизод, е най-добрата приятелка на Елена Гилбърт. Тя също е добра приятелка с Керълайн Форбс. В началото на сериала Бони открива, че е родена от род на вещици и, че е вещица. Нейната баба, която също е вещица ѝ помага да научи как да използва силите си. Когато баба ѝ умира Бони е съкрушена, но продължава да тренира и по-късно става дори по-силна. По средата на втори сезон тя започва връзка с Джеръми Гилбърт – по-малкия брат на Елена. По-късно тя открива от вещера Лука Мартин, че единственият начин да убият Клаус, древен вампир, който иска да убие Елена, е да вземе сила от стоте мъртви вещици, с която тя се сдобива по-късно. Тогава тя се преструва на умряла, план на Деймън, за да измами Клаус. Но когато тя докарва Клаус на ръба на смъртта, Илайджа се появява и не го убива, както е било по план, а го взима със себе си преди тя да може да реагира. Във финалния епизод Бони е способна да спаси Джеръми от смърт, след като казва на предшественичката си Емили Бенет, че го обича.
През трети сезон се среща с майка ѝ, която я е изоставила като малка. Сближава се с нея, но Деймън я превръща във вампир и майката бяга за да не нарани някого.

### Керълайн Форбс
Керълайн Форбс, играна от Кандис Акола от пилотния епизод, е приятелката на Елена Гилбърт и Бони Бенет. Керълайн е дъщеря на шерифа на Мистик Фолс – Лиз Форбс, с която тя има проблемна връзка. Баща ѝ оставил нея и майка ѝ, когато станало ясно, че той е гей. В началото тя е показана като незначителна, погълната от себе си и ревнува от Елена, но по-късно в епизодите тя става по-добър човек. Започва връзка с Мат Донован. Във втори сезон Керълайн е превърната във вампир, след като е приела кръвта на Деймън, убита е от Катрин и без да иска убива момче и се храни от него. Стефан Салваторе помага на Керълайн да контролира жаждата си за кръв и започват да изграждат приятелство. След трансформацията си тя става по-близка и с Елена. Керълайн открива, че не е в състояние да контролира жаждата си, когато е около Мат и затова го кара да скъса с нея за негово добро. Когато Тайлър Локууд е превърнат във върколак, Керълайн му помага, той започва да изпитва романтични чувства към нея. Но Керълайн все още е влюбена в Мат и те се сдобряват веднага щом Тайлър напуска града. Керълайн казва на Мат, че е вампир, но той полудява и по-късно моли Керълайн да използва способностите си и да го накара да забрави. Мат обаче има върбинка в системата си и просто се преструва, че е забравил – план измислен от Лиз, след като Мат ѝ разказва всичко за Керълайн. По-късно Мат признава на Керълайн, че тя никога не го е накарала да забрави и, че майка ѝ, че тя е вампир. След това той къса с Керълайн, като изтъква причината, че не иска да си има проблеми и да излиза с вампир. Майка ѝ най-после я приема като вампир, след като Керълайн ѝ показва, че все още има нещо човешко у нея и все още е нейна дъщеря. Тайлър също се завръща в Мистик Фолс и я утешава след раздялата ѝ с Мат.

### Мат Донован
Матю „Мат“ Донован, игран от Зак Рориг от пилотния епизод, е бившето гадже на Елена Гилбърт. Вики Донован е по-голямата сестра на Мат, за която той трябва да се грижи сам, защото майка им ги е изоставила. Когато Вики умира Мат е съкрушен. Той е добър приятел с Тайлър Локууд и защитник във футболния отбор в гимназията в Мистик Фолс. Той също така работи и в Мистик Грил като сервитьор. Елена къса с Мат, след като родителите ѝ загиват. В началото на сериала Мат все още има чувства към Елена и иска да се съберат отново. Но той по-късно започва връзка с Керълайн Форбс. Когато Керълайн е превърната във вампир във втори сезон, тя къса с него, защото не може да контролира жаждата си за кръв, когато е около него. Както и да е, те по-късно се събират отново. Тогава Керълайн казва на Мат, че е вампир, което го разстройва, защото той смята, че Керълайн има нещо общо със смъртта на сестра му Вики. Мат моли Керълайн да го накара да забрави, използвайки силите си, но той не забравя, защото има върбинка в системата си, което е план на шериф Форбс. Обаче той разбира, че все още има чувства към Керълайн и ѝ разказва за плана, след което къса с нея, като ѝ казва, че има твърде много работа около училище и работа и не иска да се занимава с факта, че Керълайн е вампир.

### Вики Донован
Виктория „Вики“ Донован, играна от Кайла Юел, е сестрата на Мат Донован. Вики е проблемно момиче и е пристрастена към наркотиците. Мат се грижи за нея, защото тяхната майка ги е изоставила. В началото на сериала тя излиза с Тайлър Локууд, но Джеръми Гилбърт също има чувства към нея. По-късно Вики къса с Тайлър и започва да излиза с Джеръми. Превърната е във вампир от Деймън Салваторе. Като вампир не е способна да се контролира и когато започва да атакува Джеръми, Стефан Салваторе я убива. Стефан и Деймън го правят така, че да изглежда все едно Вики е напуснала града. В по-късните серии на първи сезон тялото ѝ е намерено от Керълайн Фобрс, което прави Мат и Джеръми съкрушени. Във финалния епизод на втори сезон Вики се появява пред Джеръми, след като е върнат към живот от Бони Бенет, използвайки силна магия, за която е казано, че носи последствия.

### Тайлър Локууд
Тайлър Локууд, игран от Майкъл Тревино от пилотния епизод, е синът на кмета Ричард Локууд и Керъл Локууд. Той играе във футболния отбор на гимназията в Мистик Фолс и е добър приятел с Мат Донован. Тайлър не е в добри отношения с баща си, който понякога е много жесток към Тайлър. Но когато баща му умира Тайлър е много разстроен. В началото на сериала Тайлър е арогантен. Излиза с Вики Донован, но по-късно тя къса с него, заради чувствата ѝ към Джеръми Гилбърт, което води до съперничество между двете момчета. Тайлър е също има и много ярост в себе си и по-късно чичо му – Мейсън Локууд – му разказва, че това се дължи на вълчи ген, който семейството му има. След като Тайлър случайно убива Сара, ученичка, която е била заставена да провокира Тайлър от Катрин Пиърс, страховете му, че е предизвикал проклятието, се сбъдват. Керълайн Фобрс, млад вампир, който не му е бил приятел, му помага да премина през първата си трансформация. Тайлър се влюбва в Керълайн, но когато Джулс – друг върколак – идва в града и казва на Тайлър, че Керълайн и двама други вампири Стефан и Деймън са отговорни за смъртта на чичо му, Тайлър се чувства предаден. След като Керълайн е взета за пленничка от група върколаци и Тайлър се колебае дали да я спаси, тя прекъсва приятелството им и по-късно Тайлър решава да напусне града с Джулс. Но той се връща, когато майка му постъпва в болница и след като той и Керълайн оправят нещата помежду си, той решава да остане в Мистик Фолс. В 5 сезон в него се вселява пътешественик на име Джулиян, който убива Стефан.

### Аларик Салтцман
Аларик Салцман, игран от Мат Дейвис от първи сезон, като второстепенен герой от девети до тринадесети епизод, а по-късно става главен герой, e учител по история в гимназията в Мистик Фолс. Главно Аларик идва в града, за да убие Деймън Салваторе, защото вярва че именно той е убил жена му. Става ясно обаче, че жена му – Изабел Флеминг не е мъртва, а е превърната във вампир по нейно желание от Деймън. Тогава Аларик започва да се сприятелява с Деймън. Аларик притежава пръстен, даден му от Изабел, който го връща към живот, след като е убит от нещо свръхестествено, но по-късно Джон Гилбърт си взима пръстена, за който твърди, че е негов. Аларик започва връзка с Джена Съмърс. Във втори сезон Джон започва да създава неприятности между Джена и Аларик, и когато Джена се среща с Изабел знае, че Аларик крие нещо от нея и го напуска. По-късно тялото му е обладано от Клаус и използва тази хитрина, за да спечели доверието на групата. Както и да е, Клаус освобождава Аларик и той се връща при Джена, но по-късно тя е превърната във вампир и убита за жертвения му ритуал, оставяйки Аларик съкрушен.

### Катрин Пиърс
Катрин Пиърс, играна от Нина Добрев от първи сезон, е една от главните антагонисти в сериала. Първоначално известна като Катерина Петрова. Тя е родена в България през късния 15 век и по-късно заточена в Англия, след като ражда извънбрачно дете. При срещата си с Клаус и Илайджа, двама от „древните“ вампири, тя разбира, че е двойничка на Петрова, което означава, че трябва да бъде пожертвана, за да освободи вълчата страна у Клаус. Използва вампир на име Тревър, който е влюбен в нея, за да избяга и изиграва вампира Роуз да я превърне във вампир, за да не може да бъде пожертвана. Клаус обаче иска отмъщение, за това тя прекарва остатъка от живота си в бягство. Стотици години тя издирва дъщеря си Надя Петрова която е отнета от нея още при раждането.

### Клаус
Игран от Джоузеф Морган е повтарящ се герой във втори сезон, а в трети сезон лорд Никлаус, по-познат като Клаус, е най-стария вампир и един от главните антагонисти в сериала. Той и семейството му, включително Илайджа, са едни от най-първите вампири. По-късно става ясно, че майка му е извършила прелюбодеяние и биологичния баща на Клаус е върколак, което прави Клаус единствения хибрид вампир/върколак. Но силите му на върколак са свързани в лунния камък от група вещици. За да освободи върколака в себе си Клаус трябва да извърши ритуал, в който върколак, вампир и двойник на Петрова трябва да бъдат жертвани. Той създава фалшиво проклятие, проклятието на слънцето и луната. Първата двойничка на Петрова (доплегенгер), която Клаус намира е Катерина Петрова, но тя бяга от него с лунния камък и кара вампир да я превърне, защото по този начин тя ще бъде безполезна в ритуала. Стотици години по-късно Клаус намира Катерина и Елена Гилбърт – следващата двойничка на Петрова, чрез Изабел Салцман. Той отвлича Катерина и я кара да се наранява сама. Той също влиза в тялото на Аларик Салцман, за да шпионира Елена. След като взима лунния камък, върколака Джулс, доплегнегера на Петрова – Елена, и превръщайки Джена Съмърс във вампир, той започва ритуала. Бони Бенет и Илайджа, който е бесен на Клаус задето е избил цялото му семейство, измислят план да убият Клаус след ритуала, когато Клаус се трансформира. Когато Бони, със силата на стоте вещици, отслабва силите на Клаус и Илайджа е напът да го убие, Клаус му казва, че може да му каже къде са телата на семейството му. След тези думи Илайджа спасява Клаус, но когато Клаус си възвръща силите убива Илайджа. Тогава Клаус шантажира Стефан Салваторе и той става пристрастен към човешката кръв отново.
Клаус и Илайджа
Илайджа 
Първороден вампир, полубрат на Клаус, няколко пъти се опитаха да го убият накрая е убит от Клаус в края на 2 сезон по жертвоприношението Илайджа се опитва да убие Клаус но той му казва че не ги е хвърлил в морето затова той го спасява след това Клаус го убива. Завръща се в средата на трети сезон съживен от Деймън. По-късно двамата съживяват Ребека, Кол и Фин за да убият Клаус защото е убил майка им но тя се появява
Клаус
Първородният Хибрид който има мания за власт и величие в 3-4 сезон се влюбва в Кералайн Форбс преди това бяга от баща си който иска да го убие. Баща му умира после убива и майка му.

## Повтарящи се герои

### Шериф Форбс
Играна от Маргарет Макинтайър от първи сезон. Шериф Елизабет „Лиз“ Фобрс е шерифът на Мистик Фолс и майка на Керълайн Фобрс. Съпругът ѝ я е изоставил заради мъж. Първата ѝ поява е на Денят на основателите в къщата на кмета Локууд. Лиз е член в „Съвета на Основателите“ – тайна организация посветена на защитаването на Мистик Фолс от вампири. Лиз се появява в няколко други епизода, защитавайки града от вампирски атаки и присъствайки на празници в семейства на Основателите. По-късно Лиз разбира, че дъщера ѝ е претърпяла катастрофа и отива в болницата, където е настанена, и казва на Тайлър Локууд, че баща му е починал.

### Ричард Локууд
Ричард Локууд, баща на Тайлър Локууд, съпруг на Керъл Локууд и кмет на Мистик Фолс. Той се отнася лошо със сина си Тайлър като го бие във 2 сезон заради спор с Джеръми Гилбърт, брат на Елена Гилбърт. След техен конфликт те се сбиват на партито на Тайлър. Баща му умира след като Джон Гилбърт (чичо на Елена) взима кутия, в която има запис, който изкарва извън равновесие всички вампири. Всички вампири падат на земята и Джон Гилбърт, шерифа и още хора залавят почти всички вампири (без Стефан Салваторе). Заключват ги в едно мазе и го опожаряват, за да убият вампирите. Деймън Салваторе успява да се измъкне благодарение на вещицата Бони Бенет, но Анабел (Ана) е убита с кол в сърцето. Никой не разбира, че Ричард Локууд е бил върколак, тъй като той е повален от устройството, което открива вампири и е сметнат за един от тях. Той изгаря заедно с останалите в мазето, въпреки че върбинката не му действа. Този звук повлиява на Тайлър Локууд, защото е с върколашки ген.

### Емили Бенет
Играна от Бианка Лоусън в първи и втори сезон. Емили Бенет е била слугиня на Катрин Пиърс през 1864, както и могъща вещица. Тя е потомък на една от жените обвинена в магьосничество по време на съдебния процес над Салемските вещици, което е било в Салемската зона в Масачузетската колония през 1692. Емили е също и четвъртата прабаба на Бони Бенет чрез Шийла Бенет. Тя е тази, която е дала на Катрин, Пърл, Ана, Харпър, Деймън и Стефан Салваторе пръстена, с което могат да се разхождат под слънцето. Въпреки че е помогнала на тези вампири, тя също се е борила и против тях, омагьосвайки изобретенията на Джонатан Гилбърт, включително и часовника, който може да нарани вампирите. Когато всички вампири са събрани на едно място от семействата на Основателите тя и Деймън Салваторе са направили сделка. Деймън трябва да защити потомците на Емили, а тя ще използва гримоара си, за да защити Катрин, като погребва нея и още 26 вампири в гробницата под Фелс Чърч. По-късно тя е изгорена от семействата на Основателите, а нейните притежания, включително и гримоара, са взети и изгорени в гроба на Джузепе Салваторе. Деймън спасява децата на Емили, когато жителите на града дошли за нея. В първи сезон Емили обладава Бони, за да спре Деймън, който е напът да освободи Катрин от гробницата. Във втори сезон Бони взима силата на Стоте вещици, включително тази на Емили, като прави заклинание, там където са били изгорени вещиците. По-късно Бони и Стефан отиват там, за да питат вещиците за лек, за да помогнат на Деймън, който е ухапан от върколак. Емили отново обладава Бони и казва на Стефан, че няма лек, но когато Бони е на себе си, тя му казва, че Емили е споменала Клаус, чиято кръв се оказва, че е лека за ухапаното от върколак. Когато Джеръми умира, Бони е в състояние да го спаси с помощта на Емили, след като Бони ѝ казва, че го обича.

### Ана
Анабел съкратено Ана е играна от актрисата Малез Джоу в първи и втори сезон. Ана пристига в града, за да освободи майка си от гробницата под Фелс Чърч. Тя се появява за пръв път в местната библиотека, където се запознава с Джеръми Гилбърт. Тя му помага с домашното му по история. По-късно се оказва, че Ана е вампир, който е бил в Мистик Фолс през 1864 с майка си Пърл. Иска да отвори гробницата, където са заключени 26 вампира включително майка ѝ. Става ясно, че именно тя е превърнала Ноа и Бен МакКитрик във вампири, за да ѝ да спаси майка си. Също така тя превръща и Логан Фел, за да се добере до дневниците на предшественичката му – Хонория Фел. По-късно се разбира, че се е сприятелила с Джеръми Гилбърт, за да се сдобие с дневника на предшественика на Джеръми. По-нататък в сериите Ана отвлича Елена Гилбърт и Бони Бенет, като иска от Бони да отвори гробницата. Но те са спасени от Стефан Салваторе, който убива Бен. След като Бони отваря гробницата заради Деймън Салваторе, който иска да измъкне Катрин Пиърс Ана успява да се промъкне и да изкара майка си. Тя после споделя с Деймън, че е знаела, че Катрин не е била в гробницата, но е искала той да си мисли, че е там, защото това е единствения начин да спаси майка си. Тя обаче започва да изпитва романтични чувства към Джеръми. След като той вижда вените на Ана Джеръми започва да се съмнява, че тя е човек и по-късно тества теорията си, като „случайно“ си порязва пръста, карайки я да пие от кръвта му. По-късно тази нощ Ана е изправена лице в лице в стаята на Джеръми, твърдейки, че е можела да го убие. Тя се опитва да скрие отношенията си с Джеръми от майка си, след като той е Гилбърт, но майка ѝ научава, след като вижда поведението между двамата в Мистик Грил. Ана и майка ѝ имат малък спор, в който Пърл удря дъщеря си. Ядосана Ана се съгласява да превърне Джеръми, който разбира, че мотивът му е, за да преодолее смъртта на първата си любов Вики Донован. Пърл е убита трагично от чичото на Джеръми Джон Гилбърт. Ана остава съкрушена, но не търси отмъщение. След смъртта на майка си, тя се среща с Джеръми в стаята му и през сълзи му разказва за случилото се с майка ѝ. В Деня на Основателите Ана се среща отново с Джеръми, като му дава малко шишенце съдържащо кръвта ѝ, като му казва, че ако я изпие и умре ще се превърне във вампир. Той не е сигурен, но тя му оставя шишенцето в случай, че си промени решението. Тя е заедно с Джеръми, когато Джон Гилбърт пуска устройството. Ана е недееспособна. Полицай я намира с Джеръми и тя е инжектирана с върбинка и е изгорена жива – репликация на първоначалния метод за ликвидиране на вампири през 1864.

### Изабел Флеминг
Биологичната майка на Елена Гилбърт. Ражда я когато тя е на 16 години. След това се жени за Аларик Салцман, като не му казва, че е раждала. Изабел има мания по вампирите и прави проучване, което я завежда при Деймън. Той я превръща във вампир, а тя инсценира смъртта си пред съпруга си. Появява се в 1 сезон, за да се запознае с дъщеря си. Близка приятелка на Катрин Пиърс след известно време се появява за да вземе устройството което може да убие вампирите дава го на Джон, появява се във 2 сезон, прави сделка с Клаус. Отвлича дъщеря си, води я в гробището и умира чрез изгаряне до смърт.
.